# كأس النمسا 2012–13

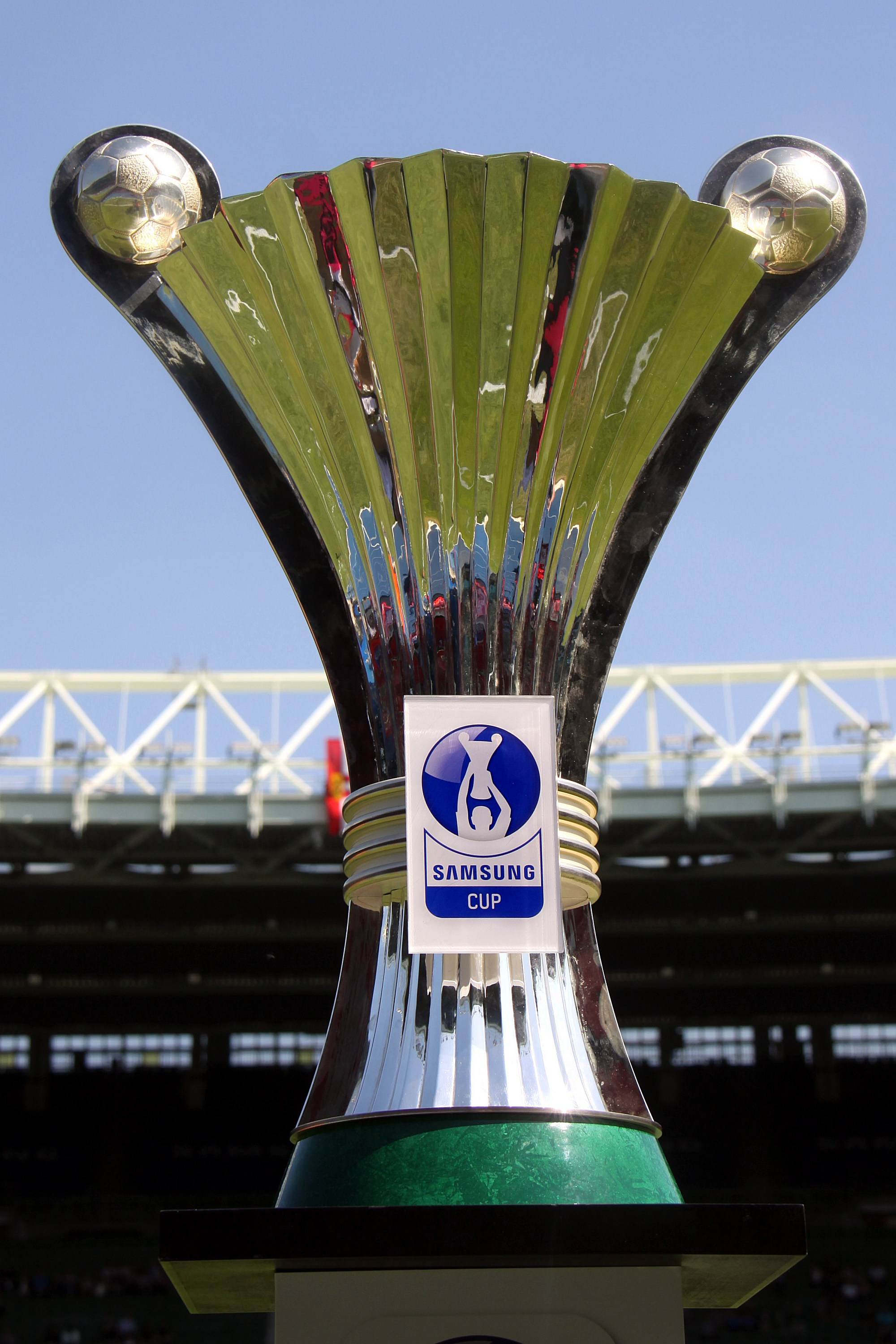

بطولة كأس النمسا 2012-2013 هي النسخة التاسعة والسبعين لأعلى بطولات الكأس في النمسا. بدأت البطولة في 12 يوليو 2012 وانتهت في 30 مايو 2013. شارك في بطولة هذا الموسم 64 فريق كما أن الفرق الرديفة تم استبعادها من المشاركة.

## المباراة النهائية
| أوستريا فيينا | 1-0 | باتشينغ     |
| ------------- | --- | ----------- |
|               |     | سوبكوفا 47' |